# Anouar El Azzouzi
Anouar El Azzouzi (in arabo انور العزوزى‎?; Veenendaal, 29 maggio 2001) è un calciatore marocchino con cittadinanza olandese, difensore del Fortuna Düsseldorf.

## Biografia
È nato nei Paesi Bassi da genitori marocchini e possiede pertanto la doppia cittadinanza; è il fratello gemello di Oussama El Azzouzi, anch'egli calciatore professionista.

## Caratteristiche tecniche
È un difensore centrale.

## Carriera

### Club
Cresciuto nel settore giovanile del Vitesse, non esordisce mai in prima squadra. Nel 2019 viene ceduto al N.E.C. ove non rientra nei piani tecnici della squadra e di conseguenza rescinde il contratto. Nel 2021 passa al Dordrecht, squadra di Eerste Divisie, con cui esordisce il 5 settembre in occasione della partita di campionato persa per 1-0 contro il VVV-Venlo.
Con la squadra olandese meridionale realizza cinque reti in 64 presenze, di cui una contro il PEC Zwolle che lo andrà ad acquistare nella stagione 2023-2024 da disputare in Eredivisie. Esordisce in massima divisione olandese il 2 settembre 2023, subentrando a Bram van Polen nel match vinto per 2-1 contro l'Almere City e riportando altresì un'espulsione per somma di ammonizioni.
Il 26 giugno 2025 si trasferisce in Germania, al Fortuna Düsseldorf, club militante in 2. Bundesliga.

### Nazionale
Essendo in possesso di doppia cittadinanza, nel 2018 fu convocato per un ritiro della rappresentativa olandese Under-18. Successivamente, nel 2020, fu convocato dal Marocco Under-20 e scese in campo contro i pari età della Tunisia.

## Statistiche
Statistiche aggiornate al 2 giugno 2024.

### Presenze e reti nei club
| Stagione         | Squadra          | Campionato       | Campionato | Campionato | Coppe nazionali | Coppe nazionali | Coppe nazionali | Coppe continentali | Coppe continentali | Coppe continentali | Altre coppe | Altre coppe | Altre coppe | Totale | Totale | Totale |
| Stagione         | Squadra          | Comp             | Pres       | Reti       | Comp            | Pres            | Reti            | Comp               | Pres               | Reti               | Comp        | Pres        | Reti        | Pres   | Reti   |        |
| ---------------- | ---------------- | ---------------- | ---------- | ---------- | --------------- | --------------- | --------------- | ------------------ | ------------------ | ------------------ | ----------- | ----------- | ----------- | ------ | ------ | ------ |
| 2021-2022        | Dordrecht        | EED              | 28         | 2          | CO              | 1               | 0               |                    | -                  | -                  |             | -           | -           | 29     | 2      |        |
| 2022-2023        | Dordrecht        | EED              | 36         | 3          | CO              | 1               | 0               |                    | -                  | -                  |             | -           | -           | 37     | 3      |        |
| Totale Dordrecht | Totale Dordrecht | Totale Dordrecht | 64         | 5          |                 | 2               | 0               |                    | -                  | -                  |             | -           | -           | 66     | 5      |        |
| 2023-2024        | PEC Zwolle       | ED               | 22         | 0          | CO              | 0               | 0               |                    | -                  | -                  |             | -           | -           | 22     | 0      |        |
| Totale carriera  | Totale carriera  | Totale carriera  | 86         | 5          |                 | 2               | 0               |                    | -                  | -                  |             | -           | -           | 88     | 5      |        |